# Gildardo García
Gildardo García (* 9. März 1954 in Medellín; † 15. Januar 2021 ebenda) war ein kolumbianischer Schachspieler.
Die kolumbianische Einzelmeisterschaft konnte er mehrmals gewinnen. Er spielte für Kolumbien bei acht Schacholympiaden: 1984 bis 1992, 1996, 1998 und 2006. Außerdem nahm er fünfmal an panamerikanischen Mannschaftsmeisterschaften (1974, 1977, 1998 bis 2010) teil.
Im Jahre 1979 wurde ihm der Titel Internationaler Meister (IM) verliehen. Der Großmeister-Titel (GM) wurde ihm 1992 verliehen.
Er starb im Januar 2021 im Alter von 66 Jahren an einer Infektion mit SARS-CoV-2. 
| Hier fehlt eine Grafik, die im Moment aus technischen Gründen nicht angezeigt werden kann. Wir arbeiten daran! |